# Eva och Franco Mattes

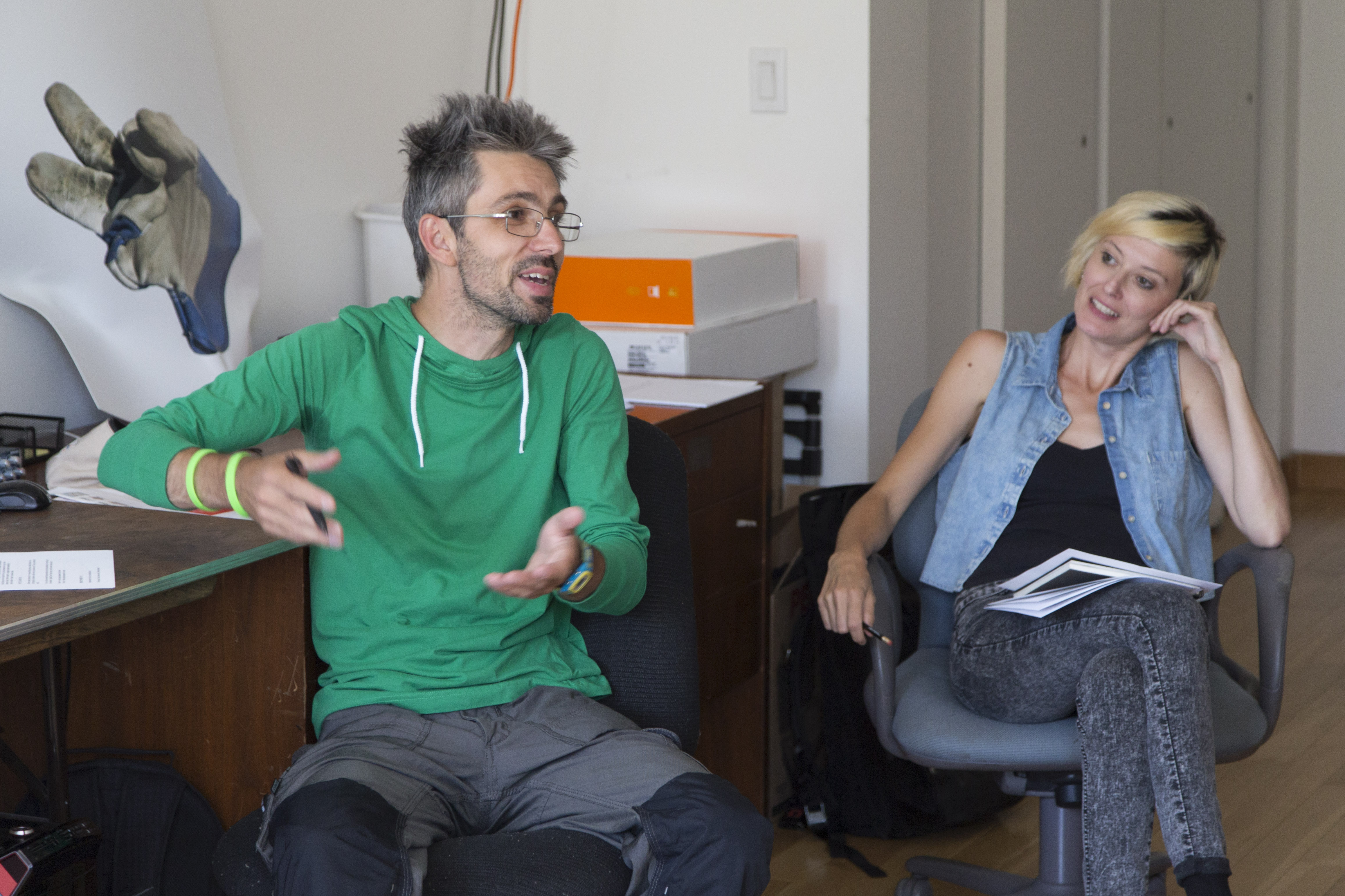
Eva och Franco Mattes, 2014.

Eva och Franco Mattes är en italiensk konstnärsduo som verkar inom konströrelsen new media art (allehanda moderna medier används i konstutövandet som till exempel datorspel) och net art movement (nätkonst). På grund av skruvad (falsk) marknadsföring  (Nike Platz) i konstens namn (och andra konstprojekt) har de kallas con artists (bus-konstnärer).
Utöver mer inarbetad konst (bildkonst och installationer), har duon gjort sig känd för  konceptkonst och performance och andra aktiviteter online (som att öppna sin hemdator som server). De har ingen konstnärlig utbildning[källa behövs] men deras konstgärning har dokumenterats i en bok.
Paret Mattes har återskapat ett antal kända performance-verk som ursprungligen utförts av konstnärer i verkliga livet, men denna gång återskapade i Second Life. De har kallat detta Synthetic Performance. Spektakulär konceptkonst är stölder av delar av konstverk som producerats av välkända konstnärer.

## Verk i urval
- Plan C, 2010
- My Generation, 2010
- Freedom, 2010
- No Fun, 2010
- Bagless Canister Cyclonic Vacuum, 2009
- Traveling by Telephone, 2008
- It's always six o'clock, 2008
- Synthetic Performances, 2007
- Portraits, 2006
- An Ordinary Building, 2006
- United We Stand, 2005
- Nike Ground (Nike Platz), 2003
- Vopos, 2002
- The K Thing, 2001
- Biennale.py (with Epidemic), 2001
- Life Sharing, 2000–03
- Copies, 1999
- Hybrids, 1998
- Vaticano.org, 1998
- Darko Maver, 1998
- Stolen Pieces, 1995–97